# 袁文俊
袁文俊（1941年—），男，中国生理学家，中国人民解放军第二军医大学教授，博士生导师。曾任中国生理学会副理事长。